# Président du Senedd
Le président du Senedd (the Presiding Officer en anglais et y Llywydd en gallois) est le speaker du Parlement gallois élu par les membres du Senedd. Il est assisté d’un suppléant, le vice-président (the Deputy Presiding Officer en anglais et y Dirprwy Lywydd en gallois), désigné dans les mêmes conditions.
Depuis la séance inaugurale de la Ve Assemblée galloise le 11 mai 2016, la présidence est occupée par Elin Jones (Plaid Cymru) tandis que la vice-présidence l’est par David Rees (Parti travailliste) à partir de l’ouverture du VIe Senedd le 12 mai 2021.

## Histoire
Les fonctions de président et de vice-président de l’assemblée nationale du pays de Galles sont instituées dans le cadre du Government of Wales Act 1998 et entrent en vigueur à l’issue des élections de mai 1999. Leurs rôles respectifs et leurs modalités d’élection sont précisés dans le règlement intérieur de l’assemblée nationale adopté le 12 avril 1999 par Alun Michael, secrétaire d’État pour le Pays de Galles ; le premier président et le premier vice-président sont élus le 12 mai 1999 lors de la première réunion de l’assemblée galloise. Après l’adoption d’une nouvelle loi de dévolution, le Government of Wales Act 2006, les fonctions dotées de pouvoirs accrus sont davantage caractérisées après les élections de mai 2007.

## Rôle et compétences

### Modalités d’élection
Les postes de président et de vice-président sont décrits par le Government of Wales Act 1998 comme des fonctions de membres élus par le Parlement gallois, en son sein, qui ne représentent pas le même parti politique.
Le Government of Wales Act 2006 précise qu’ils sont élus simultanément après la séance qui suit un scrutin général toujours en son sein. Cependant, ils ne doivent pas appartenir à un même groupe politique et ni à des groupes différents qui ont tous deux un rôle exécutif. Le règlement intérieur ajoute qu’ils ne peuvent appartenir à des groupes politiques différents qui n’ont pas tous les deux un rôle exécutif.
Une prestation de serment (oath) ou une déclaration d’allégeance (affirmation of allegiance) doit être préalablement faite avant d’occuper la fonction.

### Fonctions
Outre celles attribuées par une loi, par le Senedd ou par le règlement intérieur, les fonctions de président du Parlement gallois, ou, à défaut, de vice-président consistent en :
- un rôle de présidence des assemblées plénières ;
- un rôle de résolution des questions relatives à l’interprétation ou à l’application du règlement intérieur ;
- un rôle de représentation du Senedd auprès d’autres corps aussi bien au Royaume-Uni ou à l’étranger dans des sujets touchant le Senedd.

Il est, ex officio : 
- le président de la commission du Senedd (Senedd Commission), la personne morale du Parlement gallois constituée de 5 membres, mais n’y est jamais remplacé par le vice-président ;
- le président du comité des Affaires (Business Committee), organe représentant chaque groupe parlementaire par un membre.

### Délégation
Le président peut déléguer sa fonction au vice-président en cas d’absence ou par requête dans les conditions prévues par la législation.

### Neutralité
Un devoir d’impartialité est inscrit dans le règlement intérieur du Senedd au sujet du président et du vice-président.
Ils ne peuvent d’ailleurs pas participer à un vote lors d’une assemblée plénière sauf en cas d’égalité des suffrages (pour l’exercice de la voix prépondérante) ou dans le cadre d’une résolution à majorité renforcée prévue par la loi.

## Mandat

### Durée
Le mandat présidentiel dure toute la législature jusqu’à l’élection suivante tandis que celui du vice-président cesse à la dissolution de la chambre.
Toutefois, la législation prévoit que le président et le vice-président :
- peuvent démissionner à tout moment[b] ;
- cessent l’exercice de leur fonction dès qu’ils ne sont plus membres du Senedd (sauf en cas de dissolution) ;
- peuvent être démis de leur fonction par le Senedd[c].

En outre, dans de tels cas, ou à la suite du décès en fonction, ils doivent être remplacés par le Parlement gallois par des membres élus en son sein.

### Vacance
En cas de vacance ou d’incapacité, le poste de président est remplacé temporairement par celui de vice-président.
Aussi, lorsque le président et le vice-président sont incapables d’exercer leurs fonctions en même temps, ils sont suppléés par le directeur général et greffier du Senedd jusqu’à la désignation d’un nouveau binôme.

## Titres

### Intitulé de la fonction
Le Government of Wales Act 1998 précise que « [les fonctions de président et de vice-président] seront connues par des titres que le règlement intérieur peut prévoir ». De plus, le Government of Wales Act 2006 maintient cette prérogative de l’assemblée nationale tout en prescrivant comme appellations celles de « président » (the Presiding Officer) et de « vice-président » (the Deputy Presiding Officer) à défaut de titres prévus par le règlement.
Le règlement intérieur n’utilise pas d’autres titres que ceux contenus dans les textes législatifs britanniques depuis 1999. Cependant, depuis l’adoption de la Welsh Language (Wales) Measure 2011 et de la National Assembly for Wales (Official Languages) Act 2012 (en), le gallois est l’une des deux langues officielles du pays de Galles avec l’anglais ; il a, au sein de l’assemblée nationale, une égalité de traitement avec la langue anglaise à l’oral comme à l’écrit tandis qu’une traduction dans l’une ou l’autre langue est effectuée en fonction du choix de chacun dans les débats,.
En vertu de la coofficialité des deux langues, le règlement intérieur en anglais a été transposé en gallois ; la traduction indique que « le président » prend le nom de Llywydd et le « vice-président » celui de Dirprwy Lywydd. En anglais, un des termes gallois a été naturalisé : « le Llywydd » (the Llywydd en anglais) est entré dans le langage courant pour qualifier le président,.

### Civilité
Le président et le vice-président sont traités, au sein du Parlement gallois, de Presiding Officer et de Deputy Presiding Officer à la forme orale lorsque l’on s’adresse directement à l’un des deux. Dans le style indirect, ils sont qualifiés de the Presiding Officer et de the Deputy Presiding Officer.
Les qualifications de courtoisie reprennent les styles traditionnels britanniques : l’appellation formelle se compose d’une formule de politesse adéquate (Mr, Mrs ou Miss), voire d’un préfixe s’il existe (Dame, The Rt Hon, etc.), du nom du président ou vice-président, voire son titre nobiliaire, des lettres post-nominales « MS » (pour membre du Senedd) et de tout autre suffixe, et de la qualité (Presiding Officer ou Deputy Presiding Officer).

## Liste des titulaires

### Présidents
| Image | Identité                               | Période                                                 | Groupe | Groupe             | Qualité |
| ----- | -------------------------------------- | ------------------------------------------------------- | ------ | ------------------ | --- |
|       | Dafydd Elis-Thomas,, baron Elis-Thomas | 12 mai 1999 — 11 mai 2011 (11 ans, 11 mois et 29 jours) |        | Plaid Cymru        | Membre de la Chambre des lords, titulaire d’une pairie viagère (depuis 1992) Membre de l’Assemblée, élu dans la circonscription de Meirionnydd Nant Conwy (1999-2007) Membre de l’Assemblée et du Senedd, élu dans la circonscription de Dwyfor Meirionnydd (2007-2021) |
|       | Rosemary Butler                        | 11 mai 2011 — 11 mai 2016 (5 ans)                       |        | Parti travailliste | Membre de l’Assemblée, élue dans la circonscription de Newport West (1999-2016) |
|       | Elin Jones                             | En fonction depuis le 11 mai 2016 (9 ans et 17 jours)   |        | Plaid Cymru        | Membre de l’Assemblée et du Senedd, élue dans la circonscription de Ceredigion (depuis 1999) |

### Vice-présidents
| Image                                                | Identité            | Période                                                     | Groupe                                                                                   | Groupe             | Qualité                                                                                       |
| ---------------------------------------------------- | ------------------- | ----------------------------------------------------------- | ---------------------------------------------------------------------------------------- | ------------------ | --------------------------------------------------------------------------------------------- |
|                                                      | Jane Davidson (en), | 12 mai 1999 — 17 octobre 2000 (1 an, 5 mois et 5 jours)     |                                                                                          | Parti travailliste | Membre de l’Assemblée, élue dans la circonscription de Pontypridd (1999-2011)                 |
|                                                      | John Marek (en)     | 19 octobre 2000 — 30 avril 2003 (2 ans, 6 mois et 11 jours) |                                                                                          | Parti travailliste | Membre de l’Assemblée, élu dans la circonscription de Wrexham (1999-2007)                     |
| 8 mai 2003 — 2 mai 2007 (3 ans, 11 mois et 24 jours) | John Marek (en)     |                                                             | Non-inscrit                                                                              |                    | Membre de l’Assemblée, élu dans la circonscription de Wrexham (1999-2007)                     |
|                                                      | Rosemary Butler,    | 9 mai 2007 — 31 mars 2011 (3 ans, 10 mois et 22 jours)      |                                                                                          | Parti travailliste | Membre de l’Assemblée, élue dans la circonscription de Newport West (1999-2016)               |
|                                                      | David Melding       | 11 mai 2011 — 5 avril 2016 (4 ans, 10 mois et 25 jours)     |                                                                                          | Conservateurs      | Membre de l’Assemblée et du Senedd, élu dans la région de South Wales Central (1999-2021)     |
|                                                      | Ann Jones           | 11 mai 2016 — 29 avril 2021 (4 ans, 11 mois et 18 jours)    |                                                                                          | Parti travailliste | Membre de l’Assemblée et du Senedd, élue dans la circonscription de Vale of Clwyd (1999-2021) |
|                                                      | David Rees          | En fonction depuis le 12 mai 2021 (4 ans et 16 jours)       | Membre de l’Assemblée et du Senedd, élu dans la circonscription d’Aberavon (depuis 2011) | Parti travailliste |                                                                                               |

### Règlement intérieur
- National Assembly for Wales, Standing Orders of the National Assembly for Wales, National Assembly for Wales Commission, 2019, 221 p. (lire en ligne [PDF]).
- Cynulliad Cenedlaethol Cymru, Rheolau Sefydlog Cynulliad Cenedlaethol Cymru, Hawlfraint Comisiwn Cynulliad Cenedlaethol Cymru, 2019, 210 p. (lire en ligne [PDF]).

### Législation galloise
- Welsh Language (Wales) Measure 2011, The Stationery Office Limited, 2014 (1re éd. 2011), 138 p. (lire en ligne [PDF]).
- National Assembly for Wales (Official Languages) Act 2012, The Stationery Office Limited, 2012, 4 p. (lire en ligne [PDF]).

### Législation britannique
- Government of Wales Act 1998, The Stationery Office Limited, 1999 (1re éd. 1998), 183 p. (lire en ligne [PDF]).
- Government of Wales Act 2006, The Stationery Office Limited, 2006, 203 p. (lire en ligne [PDF]).